# Pagoda Hoang Phuc

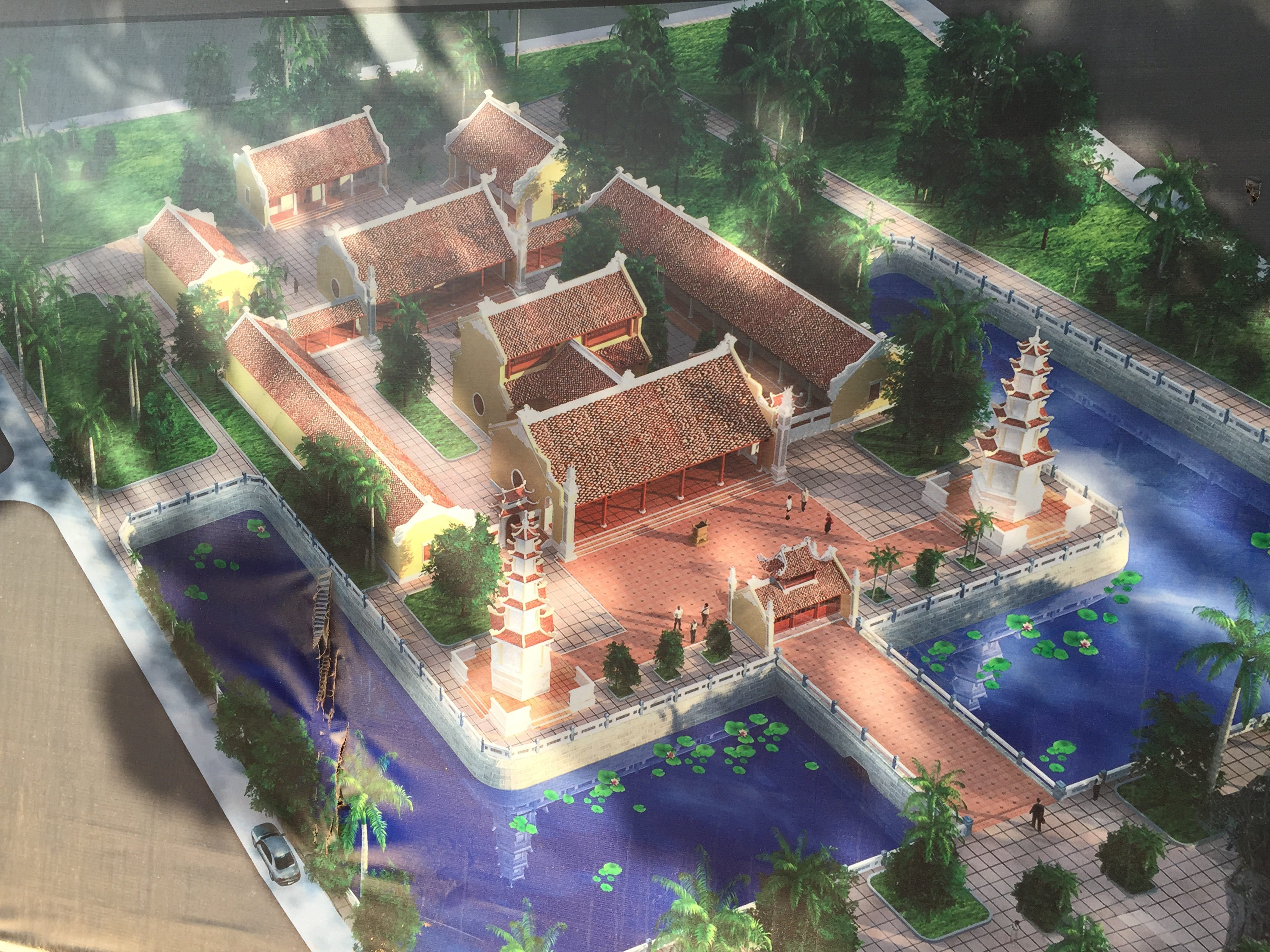
Pagoda Hoằng Phúc

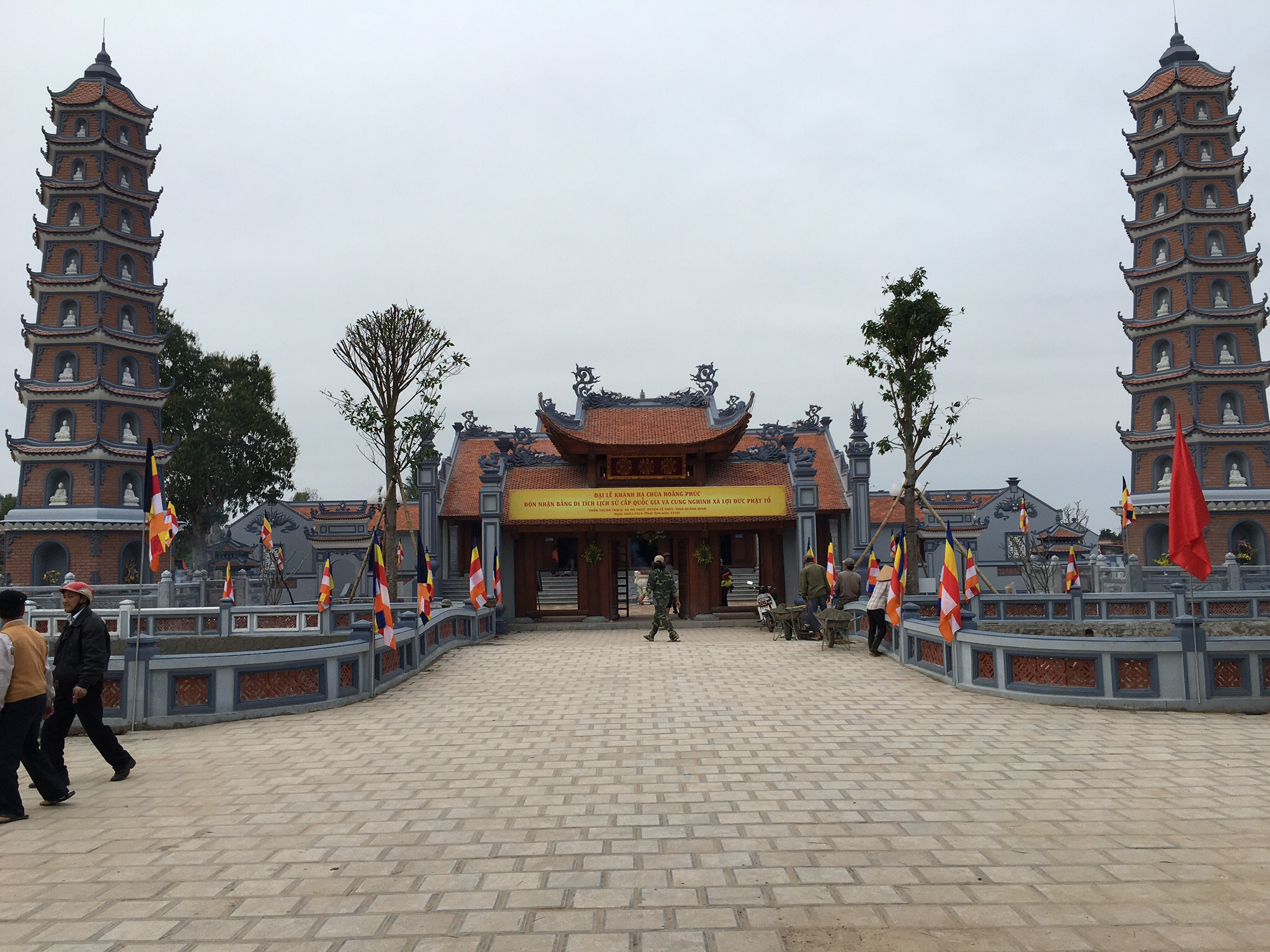
Pagoda Hoằng Phúc - intrarea

Pagoda Hoang Phuc este cel mai important locaș de rugăciune pentru toți budiștii din Quang Binh, Vietnam. Pagoda Hoang Phuc este o pagodă din comuna My Thuy, raionul Le Thuy, provincia Quang Binh, Vietnam. Primul templu de aic a fost construit în urmă cu mai mult de 700 de ani, fiind unul dintre cele mai vechi temple din centrul Vietnamului. Templul a fost reconstruit și redenumit de mai multe ori. În 1985, templul s-a prăbușit. În decembrie 2014, au început lucrările de reconstrucție, finalizate în ianuarie 2016. Cu această ocazie, sangha (comunitatea) budistă din Birmania a donat templului o śarīra (relicvă) a lui Buddha provenind de la pagoda Shwe Dagon.